# Uomo Assorbente
L'Uomo Assorbente (Absorbing Man), il cui vero nome è Carl "Crusher" Creel, è un personaggio dei fumetti creato da Stan Lee (testi) e Jack Kirby (disegni), pubblicato dalla Marvel Comics. La sua prima apparizione avviene in Journey into Mystery (vol. 1) n. 114 (marzo 1965).
Supercriminale capace di assorbire tramite contatto fisico la struttura molecolare di qualsiasi materiale, Creel, nonostante tutto, non è un uomo completamente cattivo e, qualora impegnato in un combattimento con qualche supereroe, tenta sempre di non coinvolgere o uccidere passanti innocenti, pur non facendosi scrupoli a minacciarli.

## Biografia del personaggio

### Origini
Nato nel Bronx, New York, Carl Creel è stato messo sotto pressione sin dall'infanzia da parte del padre, autoritario e molto rozzo. Costretto a difendersi dai teppisti di quartiere, si dà alla boxe venendo soprannominato "Crusher", poiché tutti gli avversari che combattevano contro di lui venivano brutalmente messi al tappeto.
Durante la sua carriera di pugile, Creel è stato anche l'ultimo avversario di "Battlin' Jack" Murdock, ucciso dalla mafia per non aver accettato di perdere contro "Crusher" che, tuttavia, ignorava l'incontro fosse truccato.
Anni dopo, in un impeto di rabbia uccide volontariamente un avversario, venendo squalificato e incarcerato per omicidio.
Poco tempo dopo la sua incarcerazione, Loki, alla ricerca di un degno avversario per Thor, sceglie Creel, nella cui vicenda rivede se stesso: entrambi cacciati dalla società civile e in cerca di vendetta. Dopo essere apparso nella sua cella, il Dio delle Malefatte dona all'ex-pugile un'erba magica che, una volta ingerita, gli conferisce la capacità di imitare la struttura molecolare di ogni materiale con cui entra in contatto, dal più duro al più soffice. Sfruttando tale capacità Creel, ribattezzatosi "Uomo Assorbente", assorbe il ferro della sua palla da prigione ed evade per poi scontrarsi con Thor, che lo sconfigge con l'astuzia facendolo trasformare in elio e spedendolo nello spazio. Soccorso da Loki affronta nuovamente il Dio del Tuono e lo stesso Odino ma viene nuovamente sconfitto ed esiliato nello spazio profondo assieme al Dio delle Malefatte.

### Supercriminale
Tornato sulla Terra dopo essersi fuso con una cometa, l'Uomo Assorbente si scontra in numerose occasioni con Hulk, i Vendicatori, Devil, Dazzler e l'Uomo Ragno riportando una sconfitta dopo l'altra. In seguito prende parte alle Guerre Segrete e conosce Mary MacPherran (Titania), supercriminale dal carattere molto simile al suo con cui intraprende una relazione sentimentale sfociata in matrimonio.
La coppia si unisce poi alla nuova formazione dei Signori del male riuscendo quasi a sconfiggere i Vendicatori, salvo poi venire battuti da Wasp e Scott Lang. Dopo aver avuto altri scontri con Thor, Thunderstrike e Quasar, l'Uomo Assorbente viene imprigionato nel carcere sperimentale di Hank Pym noto come "Big House", dove i prigionieri sono ridotti a dimensioni minuscole grazie alle "Particelle Pym" e, nel momento in cui tenta la fuga, viene fermato da She-Hulk.
Durante la guerra civile dei superumani viene sconfitto ed apparentemente ucciso da Sentry ma successivamente appare vivo e vegeto al funerale di Stilt-Man; tempo dopo, assieme a Titania, aiuta She-Hulk e Jazinda ad arrestare suo cugino Rocky Davis. Nel corso del regno oscuro di Osborn, l'Uomo Assorbente si unisce alla nuova incarnazione della Legione Mortale agli ordini del Sinistro Mietitore. Sconfitto e imprigionato, riesce ad evadere un'ennesima volta di prigione assorbendo il potere del Cubo Cosmico ma Norman Osborn lo trafigge in seguito con una lama incantata asgardiana fornitagli da Loki che lo priva di tutti i suoi poteri.
Contemporaneamente si scopre che Jerry Sledge (Stonewall), membro dei Secret Warriors, è in realtà il figlio biologico di Creel.
Recuperati misteriosamente i suoi poteri, Creel irrompe alla Torre dei Vendicatori reclamando la sua palla da prigione, cimelio che lo accompagna dall'inizio della sua carriera criminale; tuttavia viene sconfitto dagli sforzi combinati di Maria Hill, Sharon Carter e Victoria Hand. Scortato in prigione sotto sedativi dall'Accademia dei Vendicatori, Creel si riprende e ha un violento scontro con Hank Pym, uscendone pesantemente sconfitto.

### Fear Itself
Diverso tempo dopo, assieme a Titania, Creel si dirige a Johannesburg, in Sudafrica, in cerca di diamanti; qui assiste all'arrivo di uno dei sette martelli magici del Serpente e prova prima ad alzarlo e poi ad assorbirne il materiale, entrambe le volte senza successo; al contrario di Titania che, sollevata l'arma, si trasforma in "Skirn, la Distruttrice di Uomini", la quale lo porta in Cina al fine di trovare un martello adatto a lui che, una volta sollevato, lo trasforma in "Greithoth, il Distruttore di Volontà".
La coppia si reca dunque a Dubai distruggendo tutto ciò che incontra ma, alla morte del Serpente, tornano entrambi alla normalità.
Tempo dopo, l'Uomo Assorbente si unisce al gruppo di supercriminali guidato da Magneto per combattere Teschio Rosso/Onslaught subendo un temporaneo cambiamento di moralità a causa degli effetti di un incantesimo fallimentare di Scarlet.
Successivamente, lui e la moglie Titania hanno uno scontro con la nuova Thor.

## Poteri e abilità

L'Uomo Assorbente contro l'Uomo Ragno, disegni di Steve McNiven

Creel ha la capacità di assorbire e duplicare le proprietà dei materiali con cui entra in contatto, siano essi solidi, liquidi, gassosi o fonti energetiche. Tale capacità si estende anche ai suoi vestiti ed alla sua inseparabile palla da carcerato. L'assorbimento incide parecchio sulla sua forza, sulla sua resistenza e perfino sulle sue dimensioni: qualora l'oggetto di cui assorbe le caratteristiche sia un grande edificio, per esempio, Creel può raggiungere la sua stessa altezza. A prescindere dal materiale in cui si trasformi, Creel conserva inalterato il suo intelletto e la sua capacità comunicativa, sebbene il suo primo tentativo di assorbire le proprietà dell'acqua lo abbia quasi fatto impazzire. Qualora il suo corpo venga danneggiato in qualsivoglia maniera, Creel è in grado di rigenerarsi non appena ritorna in forma umana: in un'occasione Wolverine gli ha tagliato il braccio mentre era di pietra e, appena ha disattivato il suo potere con la parte mancante posta nell'esatta posizione dove era stata recisa, gli si è immediatamente saldato senza cicatrici evidenti benché il dolore lo abbia fatto svenire. Il suo potere è ad ogni modo direttamente proporzionale alla forza del materiale di cui imita le caratteristiche.
Non esistono limiti apparenti a ciò che Creel può assorbire, dato che ha assunto le caratteristiche del bronzo, della cocaina, della Lancia Cosmica di Odino, del diamante, del vetro, della luce, della roccia, della seta, del suolo, del ferro, del Mjolnir, dell'acqua e perfino della stessa fisiologia asgardiana. Tuttavia il tentativo di assorbire i poteri di Sentry lo ha quasi ucciso. Nel tempo ha inoltre imparato a richiamare a sé le capacità di materiali assorbiti precedentemente.
Dato il suo passato di pugile professionista, ha sviluppato una certa abilità nel combattimento corpo a corpo, ed è naturalmente dotato di un'elevata forza fisica e di una grande resistenza. La sua maggiore debolezza è invece l'intelligenza poco acuta, che lo rende facilmente raggirabile e permette ai suoi avversari di ritorcergli spesso contro il suo potere: per esempio in un'occasione, combattendo con Hulk, ha frantumato del vetro e ne ha assunto per errore la fragilità dando al Golia Verde la possibilità di farlo in pezzi mentre, in un'altra circostanza, Deadpool, con un sotterfugio, lo ha fatto trasformare in carta igienica.

## Altre versioni

### Era di Apocalisse
Nella realtà distopica de L'era di Apocalisse, l'Uomo Assorbente e Diablo sono due guardie in un campo di reclusione in Messico.

### Terra X
Nell'universo di Terra X, Creel è in grado di assorbire anche la conoscenza.

### House of M
Nella realtà alternativa di House of M, Creel è un membro dei Signori del male di Hood.

### Marvel Zombi
Nella realtà di Marvel Zombi, Creel è uno zombie al servizio di Kingpin.

### Vecchio Logan
Nel corso del loro viaggio, Occhio di Falco rivela a Logan che l'Uomo Assorbente e Magneto sono i responsabili della morte di Thor.

## Altri media

### Cinema
- L'Uomo Assorbente compariva negli script iniziali del film Hulk (2003).[48] Sebbene alla fine non sia comparso tuttavia, i suoi poteri e quelli di Zzzax sono stati combinati per creare il personaggio di David Banner,[49][50] il crudele padre del protagonista. È interpretato da Nick Nolte e doppiato in italiano da Paolo Buglioni.

### Televisione

L'Uomo Assorbente, interpretato da Brian Patrick Wade nella serie televisiva Agents of S.H.I.E.L.D..

- L'Uomo Assorbente compare nella serie animata del 1966, The Marvel Super Heroes.
- È presente nel diciassettesimo episodio della serie animata L'incredibile Hulk in veste di scagnozzo di una mafiosa dotata di poteri ipnotici (Divina) di cui è innamorato; durante il suo primo scontro con Hulk assorbe la sua energia e diventa simile a lui.
- Il personaggio appare nella serie animata I Vendicatori come membro dei Thunderbolts del Barone Zemo, ma nel doppiaggio italiano il suo nome venne erroneamente tradotto come "Uomo Spugna" .
- È presente anche nelle serie televisive d'animazione Avengers - I più potenti eroi della Terra.
- L'Uomo Assorbente è un antagonista ricorrente della serie animata Hulk e gli agenti S.M.A.S.H., ed una degli Agenti C.R.A.S.H. (insieme all'Abominio, Titania, Blastaar e Sauron), guidati dal Capo.
- Carl "Crusher" Creel, alias Uomo Assorbente, interpretato da Brian Patrick Wade, compare nella serie televisiva del Marvel Cinematic Universe Agents of S.H.I.E.L.D.[51] come ex-pugile ed agente dormiente dell'Hydra dotato di superpoteri di origine imprecisata.
- Nella serie televisiva dell'MCU Daredevil, viene menzionato in qualità di ultimo avversario di Battlin' Jack Murdock[52][53].
- Il personaggio è presente anche nell'anime Disk Wars: Avengers.
- L'Uomo Assorbente è presente nella serie animata Marvel Super Hero Adventures.
- L'Uomo Assorbente compare anche nella serie animata Spider-Man.
- Il personaggio è ricomparso nuovamente nella serie animata Iron Man e i suoi fantastici amici.

### Videogiochi
- L'Uomo Assorbente compare nel videogame del 1994 The Incredible Hulk.
- In Marvel: La Grande Alleanza 2 Crusher Creel è uno degli antagonisti.
- L'Uomo Assorbente appare in LEGO Marvel Super Heroes[54] e LEGO Marvel's Avengers.
- L'Uomo Assorbente compare in Marvel: Avengers Alliance.